# Cenocoelius fasciipennis
Cenocoelius fasciipennis är en stekelart som beskrevs av Szepligeti 1901. Cenocoelius fasciipennis ingår i släktet Cenocoelius och familjen bracksteklar. Inga underarter finns listade.